# Насилствено лято
„Насилствено лято“ на италиански: Estate violenta) е филм от 1959 година, копродукция на Италия и Франция, режисиран от Валерио Дзурлини и с участието на Жан-Луи Трентинян.

## Сюжет
Лятото на 1943 година. Карло Каремоли (Жан-Луи Трентинян) пристига в Ричоне и се наслаждава на живота заедно със своите приятели във вилата на баща си. Ричоне е все още спокойно градче и само някои неща напомнят за водещата се наоколо война. През уикенда на плажа младежите виждат ниско прелитащ германски изтребител, който всява паника сред тълпата. Карло се опитва да защити изплашено малко момиче, втурнало се към него, и се запознава с майка му Роберта (Елеонора Роси Драго), вдовица на морски офицер. Карло е заинтригуван от младата жена и започва да се среща с нея. Двамата заедно осъществяват екскурзия до Сан Марино, въпреки че майката на Роберта (Лила Бриньоне) не одобрява това ново познанство и призовава дъщеря си да стои настрана от Карло, най-вече заради това че неговият баща Еторе Каремоли (Енрико Мария Салерно) е брутален фашист. Междувременно Мадалена (Федерика Ранки), по-малката сестра на починалия съпруг на Роберта, пристига от Катандзаро, бягайки от настъпващата война. Мадалена започва да прекарва времето си с приятелите на Карло и една вечер всички заедно отиват на цирк. Представлението обаче е прекъснато от въздушно нападение и компанията решава да си спретне среднощно парти във вилата на Карло. След като гледат известно време сигналните ракети в нощното небе, те започват да танцуват по двойки. Карло със своята приятелка Розана (Жаклин Сасар), а Роберта със значително по-млад от нея мъж. Карло кани Роберта на следващия танц и след това те се усамотяват в градината, където страстно се целуват. Сцената дълбоко наскърбява Розана. На следващия ден Роберта първоначално се противи да признае истинските си чувства към Карло, но в крайна сметка не издържа. Междувременно на 25 юли е обявена новината за падането от власт на Мусолини. Карло и Роберта продължават да се срещат, въпреки че бащата на Карло е принуден да бяга, а вилата е конфискувана от новата власт. Карло и Роберта прекарват още една нощ заедно, предизвиквайки недоволството на майка и, а Мадалена решава да замине. По време на вечерния час патрул открива двойката на плажа и установява, че документите на Карло за освобождаване от военна служба са изтекли и тъй като баща му е избягал, няма никакви шансове да ги поднови. Роберта решава, че те могат да се укрият на нейната вила в Ровиго и на сутринта хващат влака. По време на пътуването влакът е бомбардиран от силите на Съюзниците и двойката едва избягва смъртта. След като въздушните удари утихват, Роберта се качва отново във влака, но Карло отказва да се присъедини към нея, решавайки да изчака да свърши войната.

## В ролите
| Актьор               | Роля               |
| -------------------- | ------------------ |
| Жан-Луи Трентинян    | Карло Каремоли     |
| Елеонора Роси Драго  | Роберта Пармезан   |
| Жаклин Сасар         | Розана             |
| Лила Бриньоне        | майката на Роберта |
| Федерика Ранки       | Мадалена           |
| Енрико Мария Салерно | Еторе Каремоли     |
| Катя Каро            | Серена             |
| Джампиеро Литера     | Даниеле            |
| Бруно Каротенуто     | Джулио             |
| Тина Глориани        | Ема                |

## Награди и номинации
- Сребърна лента за най-добра женска роля на Елеонора Роси Драго от Италианския национален синдикат на филмовите журналисти от 1960 година.
- Сребърна лента за най-добра музика на Марио Нашимбене от Италианския национален синдикат на филмовите журналисти от 1960 година.
- Награда за най-добра женска роля на Елеонора Роси Драго от Филмовия фестивал в Мар дел Плата, Аржентина през 1960 година.
- Номинация за Златен глобус за най-добър филм от 1960 година.
- Номинация за най-добър оригинален сценарий на Валерио Дзурлини от Италианския национален синдикат на филмовите журналисти от 1960 година.[2]